# Peter John Ellison Male
Sir Peter John Ellison Male CMG, MC (* 22. August 1920; † 11. Februar 1996) war ein britischer Diplomat.

## Leben
Male absolvierte bis 1946 ein Bachelorstudium  an der Merchant Taylors’ School und am Emmanuel College in Cambridge. Zuvor war er von 1940 bis 1945 in der British Army und erhielt 1945 das Military Cross verliehen. Am 14. Oktober 1946 trat er in den Auswärtigen Dienst, wo er bis 1949 in Damaskus beschäftigt war. Er heiratete 1947 Patricia Janet Payne; sie haben zwei Töchter und vier Söhne.
Von 1949 bis 1953 war er Botschaftssekretär zweiter Klasse beim britischen Generalsekretär der  Alliierten Hohen Kontrollkommission. 1952 war er Berichterstatter der Alliierten über das Protokoll betreffend den ursprünglich elften Teil des Überleitungsvertrags. Von 1950 bis 1953 wurde er im Sondermunitionslager Wahner Heide und danach bis 1955 im Foreign Office beschäftigt. Vom 2. Dezember 1955 bis 1957 war Male Konsul in Guatemala-Stadt. Nach Stationen in Washington, D.C. und im Foreign Office arbeitete er von 1962 bis 1966 als Botschaftsrat der Handelsabteilung in Oslo.
Am 1. Januar 1967 wurde er noch während seiner Diplomatenzeit in Bonn, als Companion in den Order of St. Michael and St. George aufgenommen. Von 1970 bis 1974 war er in Neu-Delhi tätig. Nach seiner Zeit als Ministerialrat (Asst. Under-Sec. of State) im Foreign Office war Male von 1977 bis 1980 Botschafter in Prag.